# Итальянско-тунисские отношения
Итальянско-тунисские отношения — двусторонние дипломатические отношения между Тунисом и Италией.

## История
В период нахождения Туниса под протекторатом Франции (1881—1956) действовало Генеральное консульство Италии в Тунисе.
На начало 20 века итальянская община в Тунисе насчитывала от 90 000 до 100 000 человек. 
В 1971 году было подписано соглашение о делимитации границы. 

## Дипломатические отношения
После обретения Тунисом независимости в 1956 году Италия открыла посольство в Тунисе.
6 июня 2023 года премьер-министр Италии Джорджа Мелони совершила официальный визит в Тунис. 
11 июня 2023 года Джорджа Мелони посетила Тунис совместно с председателем Европейской комиссии Урсулой фон дер Ляйен и премьер-министром Нидерландов Марком Рютте.
На встречах велось обсуждение миграционного кризиса и сотрудничества в сфере энергетики. 

## Договорно-правовая база
- Соглашение о сотрудничестве (май 1997)

## В области экономики
Италия является вторым внешнеэкономическим партнёром Туниса. Объём взаимного товарооборота в 2018 году достиг 5,9 млрд долл.
В Тунисе действует более 800 итальянских компаний (в том числе совместные компании, компании с итальянским капиталом) в сфере строительства, поставки автомобильных запчастей, банковской сфере, транспорте, машиностроении, электротехнике, сельском хозяйстве, фармацевтике. 
Итальянские компании осуществляют строительство автомагистралей, скоростных железных дорог, электростанций. Наибольшее количество компаний Италии представлены в секторе текстиля и производства одежды.
Ведутся переговоры о заключении соглашения о свободной торговле между Европейским союзом и Тунисом, которые позволят Италии более широкое присутствие на рынке Туниса.
Транссредиземноморский газопровод, транспортируя газ из Алжира в Италию, проходит частично через территорию Туниса.
15 мая 2024 года одобрен проект электрического инерконнектора Elmed между Тунисом и Италией. Общая сумма инвестиций в данный проект составит 850 млн евро.

## Миграционный кризис
На протяжении последних лет c 2015 года наблюдается миграционный кризис. Нелегальные мигранты, в том числе из Туниса, пересекают Средиземное море на лодках и необорудованных плавательных средствах. Часто наблюдаются случаи гибели мигрантов. С целью предотвращения этого ведутся переговоры между Европейской комиссией, Италией и Тунисом по заключению соглашения о мигрантах с целью организации Тунисом миграционного контроля, борьбы с нелегальным трафиком. 
В 2023 году беженцы из Туниса заняли второе место по численности прибывающих морем беженцев в Италию. 

## В области культуры
В Тунисе действует Итальянский институт культуры.